# 小野陣屋
小野陣屋（おのじんや）は、兵庫県小野市西本町（播磨国加東郡）にあった陣屋。小野藩の藩庁である。

## 概要
承応2年（1653年）、第2代藩主・一柳直次によって築かれ、それまでの陣屋（敷地陣屋）から移転した。
小野藩は一柳直盛の次男・直家から始まった。直家は播磨国小野と伊予国内に2万8600石を領し、伊予川之江に川之江陣屋を構え、播磨小野を分領として代官所を構えた。しかし寛永19年（1642年）、直家から婿養子の直次への相続が末期養子として咎められ、小野藩は1万石の藩となった。以後10代にわたって一柳氏はこの地を領して第11代末徳の代に明治維新を迎えた。
陣屋は台地の先端部に築かれている。周囲は断崖になっている。また東側にはかつて3つの池があり、堀の代わりをしていた。

## 遺構
陣屋跡は小野市立小野小学校の敷地となり、現在は旧講堂が小野市立好古館となっている。石碑の他、陣屋南西の竹門付近に僅かに土塀が現存している。
なお愛媛県四国中央市川之江町2527には、川之江時代の川之江藩の陣屋門が八幡神社境内に移築現存しており、「一柳陣屋門」として2000年（平成12年）9月26日付で国の登録有形文化財に登録されている。
- 「一柳家屋敷跡」石碑

## イベント
小野陣屋周辺で例年、「小野陣屋まつり」（小野商店街など後援）が開催されている。

## 交通
- 神戸電鉄粟生線小野駅 下車徒歩約10分